# Teorie hromadné obsluhy
Jako teorie hromadné obsluhy nebo též teorie front se označuje obor aplikované matematiky, který se zabývá modelováním, návrhem a řízením situací, při kterých jsou zákazníci (za které mohou být považováni lidé nebo i různé procesy a automaty) obsluhováni různými kanály a je potřeba optimalizovat využití zdrojů, jakými jsou čekací doby zákazníků a kapacity kanálů. Teorie hromadné obsluhy je součást operačního výzkumu a vznikla začátkem 20. století, kdy ji založil dánský inženýr Agner Krarup Erlang v rámci svých výzkumů telefonních ústředen.